# Barrett Glacier
Barrett Glacier är en glaciär i Antarktis. Den ligger i Västantarktis. Nya Zeeland gör anspråk på området. Barrett Glacier ligger 440 meter över havet.
Terrängen runt Barrett Glacier är varierad. Trakten är obefolkad. Det finns inga samhällen i närheten. 